# Krîulkî, Semenivka
Krîulkî (în ucraineană Криульки) este un sat în comuna Oleksandrivka din raionul Semenivka, regiunea Cernihiv, Ucraina.

## Demografie
Componența lingvistică a localității Krîulkî
     Ucraineană (70,83%)
     Rusă (29,17%)
Conform recensământului din 2001, majoritatea populației localității Krîulkî era vorbitoare de ucraineană (70,83%), existând în minoritate și vorbitori de rusă (29,17%).